# Nadine Kaadan
Nadine Kaadan est une illustratrice et auteur de livres pour enfants syrienne née à Paris en 1985. 

## Formation et carrière
Elle est diplômée de la Faculté des Beaux-arts de l'Université de Damas à Damas, Syrie, et une maîtrise en illustration à l'Université de Kingston, en Angleterre. Elle a publié 15 livres, dont des histoires sur le monde arabe. Elle écrit également sur le rapport à la guerre et sur l'exil vécus par les enfants. 
Son livre "Leila réponds-moi" a remporté le prix Anna Lindh (meilleur livre de fiction pour les enfants ayant des besoins spéciaux), il est utilisé pour enseigner des cours de langue arabe à l'Université de Harvard.
Elle est membre de l'International Board on Books for Young People.  Ses illustrations ont été exposées à la Biennale de l'illustration de Bratislava 2011. 

## Prix
Nadine Kaadan figure sur la liste des 100 femmes de la BBC annoncée le 23 novembre 2020.